# 青春コンプレックス (曲)
「青春コンプレックス」（せいしゅんコンプレックス）は、日本のテレビアニメ『ぼっち・ざ・ろっく！』の作中に登場するバンド「結束バンド」による1枚目のCDシングル。配信を先行して開始し、同年10月12日にアニプレックスより帯付きのデジパック仕様で発売された。

## 概要

### 背景
表題曲はテレビアニメ『ぼっち・ざ・ろっく！』のオープニングテーマに使用された。また、アニメ第1話の放送日である同年10月9日にサブスクリプションを含む各種配信サイトでCDの発売に先駆け単独で先行配信された。
作詞は樋口愛、作曲は音羽-otoha-、編曲は三井津郎が担当した。

### リリースとその後
2022年9月14日に表題曲がテレビアニメ『ぼっち・ざ・ろっく！』のオープニングテーマに起用されたことが発表された。
同年10月9日に表題曲の先行配信を開始。同日にはテレビアニメ『ぼっち・ざ・ろっく！』のノンクレジットオープニング映像が公開された。
同年10月12日にCDシングルが発売された。CDには表題曲とカップリングとして新曲「ひとりぼっち東京」の他、各楽曲のインストゥルメンタル版を収録。初回生産限定特典として「結束バンド」のロゴステッカーが封入された。
2023年3月18日に、表題曲のスタジオライブ映像が東名阪の大型ビジョン（新宿ユニカビジョン、大阪トンボリステーション、名古屋NAGY）で放映された後、19日にはYouTubeにて公開された。
2023年11月にはストリーム数が5,000万を超え、日本レコード協会がストリーミング認定でゴールド認定を行った。
カップリング曲の「ひとりぼっち東京」は、2024年6月7日公開の『劇場総集編ぼっち・ざ・ろっく！ Re:』の挿入歌として使用された。

## コメント
表題曲について、樋口愛、音羽-otoha-、三井津郎は以下のようなコメントをしている。
| 「      | 立ち向かいたいからこそ怖がりで、挑戦したいから失敗したくない。ぼっちちゃんは常に向き合ってる。苦手なことにぶつかっている。巻き込まれつつも。勇気があるんですよ。普通なら諦めちゃうと思う。「青春コンプレックス」はそんなぼっちちゃんがもつ、心の内側の獰猛さを歌にしました。ぼっちちゃんを通して、自分を愛せますように。わたしも楽しみです。 | 」 |
| —樋口愛 | |    |

| 「           | 原作を拝読した時、自分の学生時代の苦い思い出が良い意味で押し寄せてきたので、その勢いに任せてガーッと書き上げました。そのせいか、ある意味アニソンらしからぬ暗がりを感じるメロになってしまっているかもしれないです、すみません。こんな陰キャが書いた楽曲でも、素敵な方々の作詞や編曲、そして素敵な声優さんの歌声によって素晴らしく生まれ変わってしまうので、音楽って変幻自在だなと改めて驚かされています。そして今、このコメントを考えながらアニメを見ています。あぁ…ぼっちちゃん達が動いてる…生きてる…自分の曲と同時に様々な表情を見せてくれている…しあわせ……。以上、ぼっちちゃん推し限界オタクでした。ぜひご覧あれ。 | 」 |
| —音羽-otoha- | |    |

| 「        | ギターが弾けないという理由で高校の修学旅行に行かなかった自分にとって 「後藤ひとり」にはとてもシンパシーを感じております。 そして、、、バンドってやっぱり素敵だ。 今回、結束バンドの 「青春コンプレックス」に編曲という形で参加させて頂きました。 僕が持ちあわせている、ありったけのバンドや下北沢ライブハウスへの愛を詰め込みました。 衝動的で、とにかく色んなエネルギーに満ち溢れた結束バンドを感じて頂けたら幸せです。 バンドって、、、やっぱり素敵だ！！ | 」 |
| —三井津郎 | |    |

## 評価
音楽ライターのZ11は、表題曲について「演奏テクニックとボーカルの存在感が共存しながら、相乗効果を生み出し、邦楽ロックの香りがするエモーショナルな景色を見せてくれる。そして、存在感のあるギターは、旋律を口ずさめそうなほどキャッチーであるのと同時に何度聴き返しても色褪せないほど複雑で奥深いのだ」と評価。歌詞にも注目し、「音楽へ向けられた初期衝動が隠すことなく綴られており、その不器用さも含めてエモーショナルさや青臭さをさらに演出してくれる」と述べた。

## 収録内容
| 全作詞: 樋口愛、全編曲: 三井律郎。 |                                      |           |             |      |
| #                                  | タイトル                             | 作詞      | 作曲        | 時間 |
| 1.                                 | 「青春コンプレックス」               | 樋口愛    | 音羽-otoha- | 3:25 |
| 2.                                 | 「ひとりぼっち東京」                 | 樋口愛    | 永井正道    | 3:53 |
| 3.                                 | 「青春コンプレックス」(Instrumental) | 樋口愛    | 音羽-otoha- | 3:25 |
| 4.                                 | 「ひとりぼっち東京」(Instrumental)   | 樋口愛    | 永井正道    | 3:52 |
| 合計時間:                          | 合計時間:                            | 合計時間: | 14:35       |      |

## クレジット
青春コンプレックス
Vocal, Chorus : 長谷川育美
Guitar : 三井律郎、akkin
Bass : 高間有一
Drums : 比田井修
ひとりぼっち東京
Vocal, Chorus : 長谷川育美
Guitar : 三井律郎、akkin
Bass : 高間有一
Drums : 比田井修

## タイアップ
青春コンプレックス
テレビアニメ『ぼっち・ざ・ろっく！』オープニングテーマ
ひとりぼっち東京
『劇場総集編ぼっち・ざ・ろっく！ Re:』挿入歌

## カバー
- 星輝子（松田颯水）- アプリゲーム『アイドルマスター シンデレラガールズ スターライトステージ』内にて2023年10月30日に実装[11]
- 北澤ゆうほ（Q.I.S）- カバーソングプロジェクト『CrosSing』にてカバー[12]。2025年5月7日に配信リリース。